# Michaliszki (rejon ostrowiecki)
Michaliszki (biał. Міхалішкі; ros. Михалишки) – agromiasteczko na Białorusi w rejonie ostrowieckim obwodu grodzieńskiego. Siedziba sielsowietu Michaliszki.
W Michaliszkach znajduje się kościół katolicki pw. św. Michała Archanioła z ok. 1670 roku, ponadto kaplica cmentarna z 1885 roku, cmentarz żydowski i dwór Brzostowskich – byłych dziedziców miasteczka i dóbr okolicznych.
Siedziba rzymskokatolickiej parafii św. Michała Archanioła w Michaliszkach.

## Historia
Michaliszki posiadały prawa miejskie od 1689 roku i utraciły je w bliżej niesprecyzowanym momencie. Miasto magnackie położone było w końcu XVIII wieku w powiecie wileńskim województwa wileńskiego.
Były typowym małym prywatnym miasteczkiem. Hrabia Konstanty Tyszkiewicz pisał o nich tak: 

Michaliszki, miasteczko na lewym brzegu dosyć nizkim i piasczystym Wilij położone, jest jednem z tych miasteczek, jakie się po Litwie zwykle napotykać zdarza; niczem ono od innych się nie różni: małe, drewniane, ubogie (...) Rynek w niem kwadratowy, nieporządnie utrzymany, w środku którego są małe kramiki.

W XIX i w początkach XX w. położone były w Rosji, w guberni wileńskiej, w powiecie wileńskim. Po I wojnie światowej pod administracją polską, w Zarządzie Cywilnym Ziem Wschodnich. W latach 1920–1922 w składzie Litwy Środkowej.
Od 11 kwietnia 1922 leżały w Polsce, w województwie wileńskim, w powiecie wileńsko-trockim, do 1 kwietnia 1927 w gminie Worniany, następnie w gminie Michaliszki/Gierwiaty. W 1927 siedziba gminy Michaliszki.
Podczas okupacji hitlerowskiej, w październiku 1941 roku Niemcy utworzyli getto dla żydowskich mieszkańców. Przebywało w nim około 800 osób. W październiku 1942 roku Niemcy zlikwidowali getto, a Żydów wywieziono do getta w Wilnie oraz obozów pracy w Ziezmariai i Vievis. 
Po II wojnie światowej w granicach Związku Sowieckiego. Od 1991 w niepodległej Białorusi.
W Michaliszkach urodzili się:
- Karol Brzostowski twórca Rzeczypospolitej Sztabińskiej
- Menke Katz poeta.